# Václav Nedorost
Václav Nedorost (* 16. března 1982 České Budějovice) je bývalý český hokejový útočník. Je držitelem dvou zlatých medailí z juniorských šampionátů v letech 2000 a 2001.

## Kariéra
Nedorost je odchovancem českobudějovického hokeje, kde prošel všemi věkovými kategoriemi a v sezóně 1998–99 poprvé nastoupil v české extralize. V roce 2000 hrál jak na mistrovství světa do 18 let, tak na mistrovství světa juniorů na kterém s českou juniorskou reprezentací získal zlatou medaili. V roce 2001 zopakoval s českou juniorskou reprezentací úspěch na juniorském šampionátu, kde opět získali zlatou medaili.
V roce 2000 byl draftován Coloradem Avalanche v 1. kole na celkově 14. místě vstupního draftu NHL. Do zámoří odešel hrát před sezónou 2001–02. Za Colorado v NHL nastoupil pouze ve 25 zápasech, když ve zbylých zápasech včetně playoff nastupoval za záložní tým Colorada – Hershey Bears v American Hockey League. V sezóně 2002–03 hrál ve 42 zápasech Colorada a v 5 zápasech Hershey a v Hershey sehrál i 5 zápasů playoff.
19. července 2003 byl společně s Éricem Messierem vyměněn do týmu Florida Panthers za Petera Worrella a výběr ve druhém kole draftu 2004 (který byl později vyměněn přes New York Rangers zpět na Floridu Panthers, kteří si v draftu vybrali Davida Shantze). Z týmu Floridy byl často odesílán do záložního týmu – San Antonia Rampage a tak v NHL odehrál v sezóně 2003–04 pouze 32 zápasů.
Během výluky NHL v sezóně 2004–05 hrál v české extralize za tým Liberce a nastoupil také ve 3 zápasech za českou reprezentaci na Euro Hockey Tour. Sezónu 2005–06 vynechal kvůli zranění a v sezóně 2006–07 nastupoval opět v extralize za České Budějovice. V letech 2007–2010 hrál opět za Bílé Tygry z Liberce a v sezóně 2008–09 nastoupil v 6 zápasech Euro Hockey Tour.
V sezóně 2010–11 hrál v Kontinentální hokejové lize za ruský tým Metallurg Novokuzněck, kde podepsal jednoletý kontrakt. Ve stejné lize sice zůstal, ale změnil působiště poté, co podepsal roční kontrakt se slovenským klubem HC Lev Poprad. Po roce se stěhoval na Ukrajinu, kde hrál s dalším novým týmem v KHL – Donbassem Doněck, kde se stal kapitánem. S Donbassem podepsal po roce dvouleté prodloužení smlouvy do roku 2015.
Přes Slovan Bratislava se pak v roce 2017 vrátil do rodných Českých Budějovic do tamního Motoru.

## Ocenění a úspěchy
- 2000 ČHL - Nejlepší nováček
- 2001 MSJ - Vítězný gól
- 2005 ČHL/SHL – Utkání hvězd české a slovenské extraligy
- 2018 1.ČHL - Nejproduktivnější hráč

## Prvenství

### ČHL
- Debut - 3. prosince 1998 (HC České Budějovice proti HC ZPS Barum Zlín)
- První asistence - 3. prosince 1998 (HC České Budějovice proti HC ZPS Barum Zlín)
- První gól - 10. září 1999 (HC České Budějovice proti HC Chemopetrol Litvínov, brankáři Zdeňku Orctovi)
- První hattrick - 27. února 2005 (Bílí Tygři Liberec proti HC Škoda Plzeň)

### NHL
- Debut - 3. října 2001 (Pittsburgh Penguins proti Colorado Avalanche)
- První gól - 3. října 2001 (Pittsburgh Penguins proti Colorado Avalanche, brankáři Johan Hedberg)
- První asistence - 3. října 2001 (Pittsburgh Penguins proti Colorado Avalanche)

### KHL
- Debut - 11. září 2010 (Metallurg Novokuzněck proti Dinamo Riga)
- První gól - 21. září 2010 (Traktor Čeljabinsk proti Metallurg Novokuzněck, brankáři Sebastien Caron)
- První asistence - 8. října 2010 (Metallurg Novokuzněck proti Amur Chabarovsk)
- První hattrick - 4. listopadu 2011 (HC Lev Poprad proti Viťaz Čechov)

## Klubové statistiky
| Sezóna      | Klub                       | Soutěž      |     | Základní část | Základní část | Základní část | Základní část | Základní část |   | Play off | Play off | Play off | Play off | Play off |
| Sezóna      | Klub                       | Soutěž      | Z   | G             | A             | B             | TM            | Z             | G | A        | B        | TM       |          |          |
| 1998–99     | HC České Budějovice        | ČHL         | 7   | 0             | 2             | 2             | 0             | —             | — | —        | —        | —        |          |          |
| 1999–00     | HC České Budějovice        | ČHL         | 38  | 8             | 6             | 14            | 6             | 3             | 0 | 0        | 0        | 0        |          |          |
| 2000–01     | HC České Budějovice        | ČHL         | 36  | 3             | 12            | 15            | 14            | —             | — | —        | —        | —        |          |          |
| 2001–02     | Hershey Bears              | AHL         | 49  | 12            | 22            | 34            | 16            | 7             | 2 | 3        | 5        | 2        |          |          |
| 2001–02     | Colorado Avalanche         | NHL         | 25  | 2             | 2             | 4             | 2             | —             | — | —        | —        | —        |          |          |
| 2002–03     | Hershey Bears              | AHL         | 5   | 3             | 2             | 5             | 0             | 5             | 2 | 2        | 4        | 0        |          |          |
| 2002–03     | Colorado Avalanche         | NHL         | 42  | 4             | 5             | 9             | 20            | —             | — | —        | —        | —        |          |          |
| 2003–04     | San Antonio Rampage        | AHL         | 21  | 9             | 6             | 15            | 2             | —             | — | —        | —        | —        |          |          |
| 2003–04     | Florida Panthers           | NHL         | 32  | 4             | 3             | 7             | 12            | —             | — | —        | —        | —        |          |          |
| 2004–05     | Bílí Tygři Liberec         | ČHL         | 48  | 15            | 18            | 33            | 20            | 6             | 0 | 1        | 1        | 12       |          |          |
| 2006–07     | HC České Budějovice        | ČHL         | 30  | 3             | 7             | 10            | 36            | —             | — | —        | —        | —        |          |          |
| 2007–08     | Bílí Tygři Liberec         | ČHL         | 27  | 6             | 7             | 13            | 34            | 10            | 3 | 0        | 3        | 12       |          |          |
| 2008–09     | Bílí Tygři Liberec         | ČHL         | 50  | 15            | 20            | 35            | 68            | 3             | 0 | 0        | 0        | 0        |          |          |
| 2009–10     | Bílí Tygři Liberec         | ČHL         | 26  | 4             | 7             | 11            | 12            | 15            | 3 | 11       | 14       | 18       |          |          |
| 2010–11     | Metallurg Novokuzněck      | KHL         | 48  | 8             | 11            | 19            | 26            | —             | — | —        | —        | —        |          |          |
| 2011–12     | HC Lev Poprad              | KHL         | 37  | 14            | 8             | 22            | 22            | —             | — | —        | —        | —        |          |          |
| 2012–13     | HK Donbass Doněck          | KHL         | 52  | 15            | 20            | 35            | 18            | —             | — | —        | —        | —        |          |          |
| 2013–14     | HK Donbass Doněck          | KHL         | 43  | 14            | 9             | 23            | 38            | —             | — | —        | —        | —        |          |          |
| 2014–15     | HC Slovan Bratislava       | KHL         | 37  | 10            | 8             | 18            | 42            | —             | — | —        | —        | —        |          |          |
| 2015–16     | HC Slovan Bratislava       | KHL         | 54  | 12            | 12            | 24            | 46            | 4             | 1 | 1        | 2        | 2        |          |          |
| 2016–17     | HC Slovan Bratislava       | KHL         | 36  | 8             | 5             | 13            | 52            | —             | — | —        | —        | —        |          |          |
| 2017–18     | Motor České Budějovice     | 1.ČHL       | 51  | 16            | 27            | 43            | 50            | 10            | 6 | 5        | 11       |          |          |          |
| 2018-19     | HC Škoda Plzeň             | ČHL         | 29  | 2             | 7             | 9             | 8             | 14            | 3 | 3        | 6        | 2        |          |          |
| 2020-21     | HC Samson České Budějovice | KHP         | 1   | 0             | 3             | 3             | 0             | —             | — | —        | —        | —        |          |          |
| 2021-22     | HC Samson České Budějovice | KHP         | 1   | 3             | 1             | 4             | 0             | 1             | 0 | 0        | 0        | 0        |          |          |
| NHL celkově | NHL celkově                | NHL celkově | 99  | 10            | 10            | 20            | 34            | —             | — | —        | —        | —        |          |          |
| KHL celkově | KHL celkově                | KHL celkově | 307 | 81            | 73            | 154           | 244           | 4             | 1 | 1        | 2        | 2        |          |          |
| AHL celkově | AHL celkově                | AHL celkově | 75  | 24            | 30            | 54            | 18            | 12            | 4 | 5        | 9        | 2        |          |          |
| ČHL celkově | ČHL celkově                | ČHL celkově | 291 | 56            | 86            | 142           | 198           | 51            | 9 | 15       | 24       | 44       |          |          |

## Reprezentační statistiky

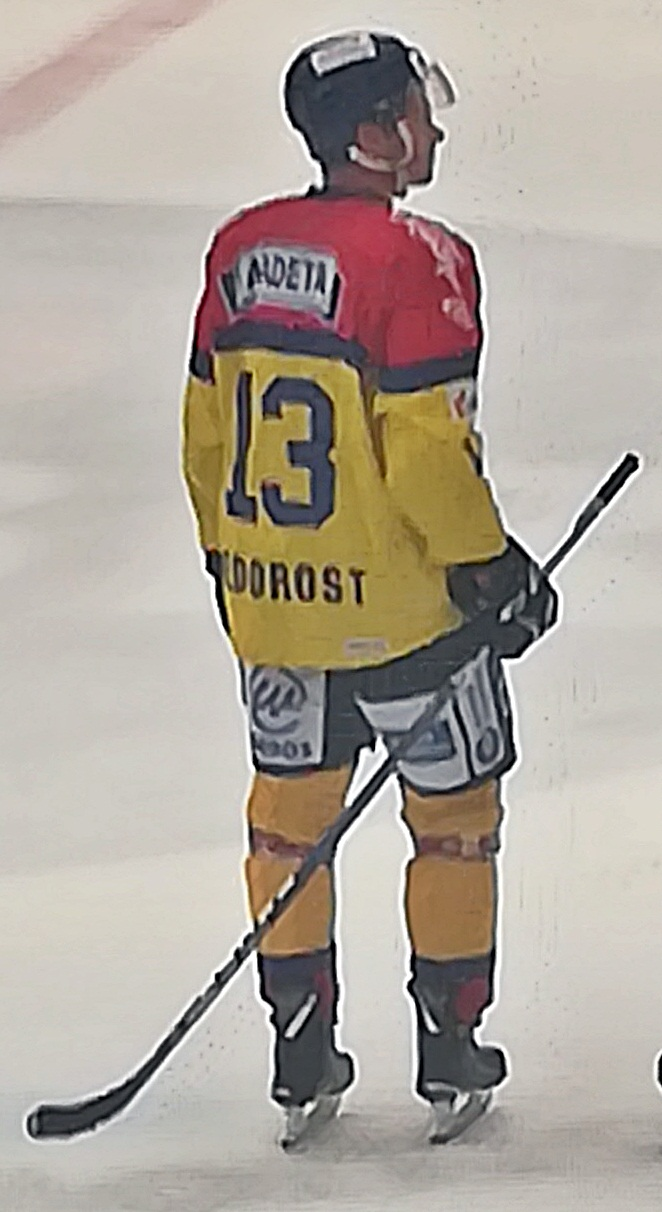
V dresu Motoru (2017)

| Rok                    | Tým                    | Soutěž                 | Z  | G | A | B  | TM |
| ---------------------- | ---------------------- | ---------------------- | -- | - | - | -- | -- |
| 2000                   | Česko U18              | MS-18                  | 6  | 4 | 1 | 5  | 0  |
| 2000                   | Česko U20              | MSJ                    | 7  | 0 | 1 | 1  | 6  |
| 2001                   | Česko U20              | MSJ                    | 7  | 4 | 5 | 9  | 0  |
| 2004–05                | Česko                  | EHT                    | 3  | 1 | 0 | 1  | 2  |
| 2008–09                | Česko                  | EHT                    | 6  | 1 | 0 | 1  | 4  |
| 2012–13                | Česko                  | EHT                    | 3  | 1 | 0 | 1  | 0  |
| 2013–14                | Česko                  | EHT                    | 2  | 0 | 1 | 1  | 0  |
| Juniorská reprezentace | Juniorská reprezentace | Juniorská reprezentace | 20 | 8 | 7 | 15 | 6  |
| Seniorská reprezentace | Seniorská reprezentace | Seniorská reprezentace | 36 | 6 | 4 | 10 | 14 |